# S/2003 J 19
S/2003 J 19  är en av Jupiters månar. Den upptäcktes i februari 2003 av Brett J. Gladman vid University of Hawaii. S/2003 J19 är cirka 2 kilometer i diameter och roterar kring Jupiter på ett avstånd av cirka 23 533 000 kilometer.
S/2003 J 19 har ännu inte fått något officiellt namn.